# Presbytis femoralis
Il presbite di Raffles (Presbytis femoralis (Martin, 1838)), noto anche come presbite della Sonda, è una specie di primate della tribù dei Presbytini.

## Descrizione
Il presbite di Raffles ha la pelliccia di colore grigio scuro o nero; la pancia è grigia con una striscia verticale bianca che si estende al centro di essa. Le braccia e le gambe, così come la coda, sono dello stesso colore del tronco, con la parte interna di braccia e gambe e quella inferiore della coda più chiare, come nel caso di molte scimmie. I peli del petto sono rivolti all'indietro, quelli del ventre in avanti: nel punto in cui si incontrano, formano una sorta di basso pettine. Le guance e gli anelli intorno agli occhi sono generalmente di colore grigio chiaro. Come tutti i presbiti, è un primate relativamente piccolo e snello con lunghe zampe posteriori e una lunga coda. Il suo peso medio è di circa 6 chilogrammi. Gli esemplari di Singapore hanno la pancia di colore più scuro e di solito sono leggermente più piccoli di quelli che vivono sulla terraferma malese.

## Biologia
Il presbite di Raffles è originario del Sud-est asiatico; vive nel sud della penisola malese, nello stato malese di Johor e a Singapore. Il suo habitat è costituito dalle foreste, sia primarie che secondarie. Questo primate arboricolo e diurno è un abile arrampicatore che si sposta a quattro zampe o saltando tra i rami. Vive in gruppi composti da 2 a 8 esemplari, a volte fino a 15. I gruppi in realtà sono degli harem costituiti da un maschio, da diverse femmine e dalla loro prole. È un animale vegetariano e si nutre principalmente di giovani foglie e frutti.
La riproduzione può avvenire in qualsiasi periodo dell'anno. Dopo una gestazione di circa 168 giorni la femmina partorisce un solo piccolo. Inizialmente esso è di colore bianco-grigio e viene allattato per 10-12 mesi.

## Tassonomia
Il presbite di Raffles venne descritto scientificamente per la prima volta nel 1838 dal naturalista britannico William Charles Linnaeus Martin ed è attualmente considerato monotipico, dal momento che le varie sottospecie originariamente incluse in Presbytis femoralis sono state considerate specie separate nel 2001 e nel 2020. Si tratta per l'esattezza del presbite del Sarawak (Presbytis chrysomelas), del presbite di Natuna (Presbytis natunae) e del presbite del Siam (Presbytis siamensis) e, dal giugno 2020, anche del presbite di Sumatra orientale (Presbytis percura) e del presbite di Robinson (Presbytis robinsoni).

## Conservazione
Il presbite di Raffles è gravemente minacciato di estinzione: ne rimangono in tutto tra i 250 e i 300 esemplari in Malaysia e circa 60 a Singapore.